# Rijksbeschermd gezicht Baambrugge
Gezicht Baambrugge is een van rijkswege beschermd dorpsgezicht in Baambrugge in de Nederlandse provincie Utrecht. De procedure voor aanwijzing werd gestart op 28 september 1984. Het gebied werd op 5 december 1990 definitief aangewezen. Het beschermd gezicht beslaat een oppervlakte van 18,1 hectare.
Panden die binnen een beschermd gezicht vallen krijgen niet automatisch de status van beschermd monument. Wel zal de gemeente het bestemmingsplan aanpassen om nieuwe ontwikkelingen in het gebied te reguleren. De gezichtsbescherming richt zich op de stedenbouwkundige en cultuurhistorische waardering van een gebied en wil het toekomstig functioneren daarvan veiligstellen.